# Pfarrerblock
Pfarrerblock, auch Priesterblock, wurden jene Baracken im nationalsozialistischen Konzentrationslager Dachau genannt, in denen Geistliche verschiedener Konfession und Nationalität, größtenteils aber katholisch bzw. polnisch, inhaftiert waren. Im KZ Dachau fasste das NS-Regime gegen Ende 1940 sämtliche Geistliche aus allen Lagern in mehreren Baracken zusammen.

## Bis 1940
Anfangs wurden nur vereinzelt reichsdeutsche Priester ins Lager eingeliefert und auch nur für kurze Zeit. Nach dem Anschluss Österreichs an das Deutsche Reich im März 1938 überstellte die SS 14 österreichische Priester ins Lager. Beim Pfarrerblock handelte es sich wie bei allen Häftlingsblöcken im Lager Dachau um Holzbaracken mit der Grundfläche 100×10 Meter. Sie entsprachen dem damaligen Stand von Reichskasernen und hatten vier Räume, genannt Stuben. Diese wiederum waren in je einen Schlaf- und einen Tagesraum aufgeteilt. Jeweils für zwei Stuben standen ein Wasch- und ein Toilettenraum zur Verfügung. Jede Stube war für 52 Häftlinge eingerichtet. Der Pfarrerblock bestand später aus drei zusammenliegenden Wohnblöcken: Block 26, 28 und 30. Den anderen Häftlingen war der Zutritt zu dem Pfarrerbereich untersagt.
Mit Beginn des Zweiten Weltkrieges gingen die Nationalsozialisten vor allem im besetzten katholischen Polen gegen Geistliche vor. Polnische Geistliche hatten großen Einfluss in ihrer Nation. Sie wurden aus ihrer Heimat nun fast gänzlich entfernt. Der Vatikan und die reichsdeutschen katholischen Bischöfe intervenierten bald wegen der Haftbedingungen der katholischen Geistlichen. Die Nationalsozialisten machten daraufhin einige Zugeständnisse.

## Zentrale Zusammenlegung aus allen Lagern
So begann die SS gegen Ende 1940 damit, alle Geistlichen, unabhängig von der Konfession, aus den Konzentrationslagern ins Lager Dachau zu überstellen. Die Geistlichen wurden in den drei nebeneinander liegenden Wohnbaracken Block 26, 28 und 30 untergebracht.
Während die Häftlingsgruppe der katholischen Priester hinsichtlich ihrer Haftbedingungen Unterstützung ihrer Amtskirche erhielt, fehlte den inhaftierten evangelischen Geistlichen, die vor allem der Bekennenden Kirche angehörten, entsprechende Unterstützung. Auf Seiten der Evangelischen Kirche in Deutschland bestand mit der Deutschen Evangelischen Kirche (DEK) weder eine einheitliche Kirchenleitung noch eine gemeinsame Haltung sämtlicher Landeskirchen und Gliederungen gegenüber dem Nationalsozialismus.

## Einrichtung einer Kapelle
Im Januar 1941 wurde in Block 26, Stube 4, auf Befehl des RFSS Heinrich Himmler für die Geistlichen eine Kapelle eingerichtet. Vom 22. Januar an konnten die Geistlichen dort täglich Gottesdienst feiern. Hierbei war jeweils ein SS-Wachmann zur Aufsicht anwesend. Der Altar bestand aus einem kleinen Tisch, der mit Bettlaken überspannt wurde. Darauf befanden sich ein winziger Kelch und eine hölzerne Monstranz, später eine schön anzusehende, selbstgemachte Monstranz aus Blech. Später trafen Geschenke kirchlicher Vertreter von außerhalb ein. Der Franziskaner Thaddäus Brunke schrieb großformatige Noten und Texte für den gregorianischen Gesang bei den Gottesdiensten, die bis zur Befreiung des Lagers in Gebrauch waren.

## Vorzugshäftlinge

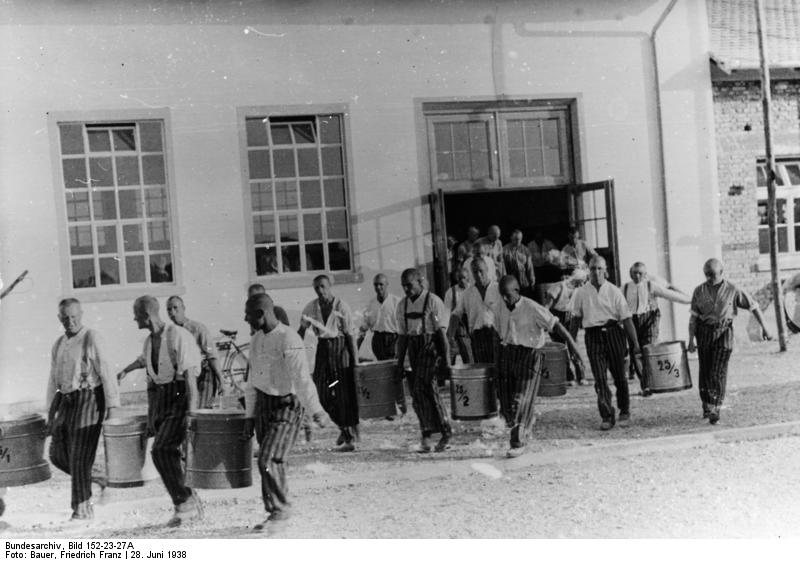
Häftlinge beim Austragen des Essens (28. Juni 1938)

Die Priester waren im Winter mit dem Schneeräumen beauftragt. In Holzschuhen fuhren sie Schubkarren mit Schnee oder trugen ihn auf Brettern vom Häftlingsgelände. Im März setzte die SS viele auf der Plantage, im Freiland II, ein.
Ende März 1941 wurden sie von den Arbeitskommandos abberufen und mit der täglichen Verteilung des Essens im Lager beauftragt. Ihre Wohnblocks teilte die SS nun mit Drahtzäunen ab, der Kontakt zu normalen Häftlingen war ihnen untersagt.
Ab dem 11. April 1941 erhielten alle Geistlichen eine größere Brotration und andere Vergünstigungen, zum Beispiel täglich einen Viertelliter Kakao, einen Viertelliter Messwein und einen Achtelliter Bier. Die Lebensmittelprivilegien wurden vom Vatikan finanziert. Einmal wöchentlich wurden die Priester gewogen, zweimal pro Woche nahmen sie ein Bad. Je eine Stunde vormittags und nachmittags teilte ihnen die SS „Bettruhe“ zu. Die Vergünstigungen kamen bei anderen Häftlingen und bei SS-Leuten nicht gut an. Die SS-Truppen waren nun z. B. darauf bedacht, dass die Geistlichen nur in ihrem Beisein das Bier austranken oder den Gottesdienst abhielten – und jeweils möglichst schnell.
Einerseits ermöglichte die Separierung die vom Vatikan für seine Geistlichen geforderten Hafterleichterungen. Andererseits wurden die übrigen Häftlinge dem Einfluss der Seelsorger entzogen. Die Privilegien waren mit Schikanen seitens der SS sowie Misstrauen und der teilweise tiefen Abneigung anderer Häftlinge gegen die „Pfaffen“ verbunden. Ihnen wurde vorgeworfen, arbeitsscheu zu sein. Im September 1941 entfiel das bessere Essen. Die restlichen Privilegien gestattete die SS von nun an nur noch deutschen und österreichischen Geistlichen.

## Besondere Schikanierung der polnischen Geistlichen
Am 15. September 1941 wurden die deutschen und österreichischen Geistlichen auf Block 26 untergebracht, Block 26 war nun allein abgezäunt. Die SS verfügte, die Fenster der Kapelle weiß zu streichen, damit die Häftlinge keinen Einblick mehr hätten und Missgunst verringert würde. Die restlichen Geistlichen wurden in den beiden bald völlig überfüllten Blöcken 28 und 30 zusammengefasst. Diese zwei Pfarrerblöcke teilte die SS durch Abbau der Zäune und Wegfall der Privilegien wieder dem Gesamtlager zu. Wie andere Häftlinge durften diese vielen Geistlichen nun auch nicht in die Kapelle in Block 26.
Aufgrund der vorherigen Privilegien sahen sich die polnischen katholischen Geistlichen nun der Missgunst anderer Häftlinge ausgesetzt und bekamen verstärkt Erniedrigungen zu spüren. Sie standen unter der Aufsicht des radikalen Lagerkapos Hentschel, wurden aber noch in den besseren Arbeitskommandos eingesetzt. Die Sterblichkeitsrate der polnischen Geistlichen stieg, viele wurden auch in Invalidentransporten nach Hartheim deportiert und dort getötet. Da sie nicht in normalen Kommandos arbeiteten, wurden sie als arbeitsscheu betitelt, als unnütze Esser betrachtet, und verstärkt für medizinische Versuchsreihen ausgewählt. Zu Ostern 1942 mussten sie in der Karwoche aufgrund von Kleinigkeiten wegen Schikane durch die SS einige Tage hindurch strafexerzieren, auch bei Schneeregen. Der Einkauf in der Kantine wurde ihnen verboten. Bei dem polnischen Geistlichen Stanisław Wierzbowski (* 1897) wurden in diesen Tagen im Wohnblock 700 $ gefunden. Er wurde mit 25 Schlägen und 42 Tagen Arrest bestraft und starb an den Folgen der Misshandlung.
Im April wurde die Diskriminierung der polnischen und litauischen Geistlichen gegenüber den restlichen Geistlichen verschärft. Andere Geistliche durften ab nun wieder die Kapelle aufsuchen – im Block 26 bei den deutschen und österreichischen Geistlichen. Die große Anzahl der polnischen hingegen durfte dies nicht. Sie wurden stattdessen den normalen Arbeitskommandos zugeteilt. Insgesamt verstarb fast die Hälfte der inhaftierten polnischen Geistlichen.

## Tauschhandel mit Paketen
Ein Umschwung kam erst Ende 1942, als die Beschränkung bei Paketen aufgehoben wurde. Priester, vor allem polnische, bekamen mehr Pakete als andere, da sie auch von ihren Pfarrgemeinden bedacht wurden. Vor den Pfarrerblocks bildeten sich nun Reihen von Bittstellern, viele waren russische Häftlinge, die nie Pakete aus der Heimat erhielten. Durch den Tauschhandel konnten polnische Geistliche nun wieder in bessere Kommandos gelangen.

## Gesamtzahl und Todesfälle

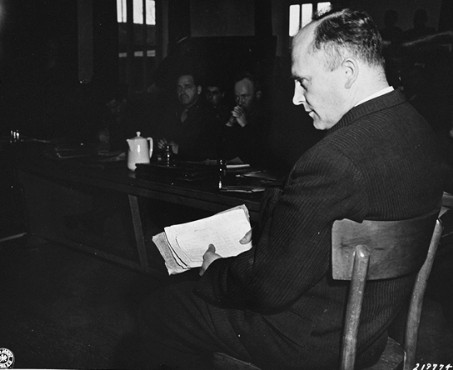
Der tschechische katholische Priester Bedřich Hoffman (Friedrich Hoffmann) legte als Zeuge im ersten Dachauer Prozess eine Sammlung von Aufzeichnungen vor, die bewiesen, dass 324 katholische Priester infolge von Malaria-Versuchen während ihrer Haft im Konzentrationslager Dachau starben.

Insgesamt waren während der zwölf Jahre 2.720 Geistliche inhaftiert; 132 wurden in andere Lager verlegt oder evakuiert, 314 wurden entlassen, 1.034 verstarben im Lager. Am Sonntag, dem 29. April 1945, wurde das Lager Dachau befreit, unter den Häftlingen waren 1.240 Geistliche.
Geistliche nach Nationen (Todeszahlen in Klammern):
- 1.780 Polen (868), 4 verlegt/evakuiert, 78 entlassen, 830 befreit;
- 447 Deutsche und Österreicher (94), 100 verlegt/evakuiert, 208 entlassen, 45 befreit;
- 156 Franzosen (10), 4 verlegt/evakuiert, 5 entlassen, 137 befreit;
- 109 Tschechen (24), 10 verlegt/evakuiert, 1 entlassen, 74 befreit;
- 63 Holländer (17), 0 verlegt/evakuiert, 10 entlassen, 36 befreit;
- 50 Jugoslawen (4), 6 verlegt/evakuiert, 2 entlassen, 38 befreit;
- 46 Belgier (9), 3 verlegt/evakuiert, 1 entlassen, 33 befreit;
- 28 Italiener (1), 1 verlegt/evakuiert, 0 entlassen, 26 befreit;
- 16 Luxemburger (6), 0 verlegt/evakuiert, 2 entlassen, 8 befreit;
- vereinzelt: 5 Dänen, 2 Albaner, 2 Engländer, 2 Griechen, 3 Litauer, 1 Norweger, 1 Rumäne, 1 Spanier, 2 Schweizer, 3 Ungarn, 3 Ohne Staatsangehörigkeit.

Übersicht über die Glaubensrichtungen:
- 2.579 katholisch
- 109 evangelisch
- 22 griechisch-orthodox
- 8 altkatholisch
- 2 muslimisch

## Mangold-Thoma-Liste
Der Franziskanerpater Petrus Mangold († 1942 in Dachau) fertigte zusammen mit Pfarrer Emil Thoma aus Eppingen bis zum 3. Mai 1942 in der Lagerhaft von Dachau eine Liste aller ihnen als dortige KZ-Häftlinge bekannten katholischen und evangelischen Geistlichen an. Sie konnte über Kuriere außerhalb des KZ Dachau gebracht werden. Die Berichte und Listen erbte die Lehrerin Mathilde Meny, die die Urheberrechte an den Pfarrer und einstigen Mithäftling Eugen Weiler übertrug. Dieser veröffentlichte die Liste in Zusammenarbeit u. a. mit Georg Schelling, Richard Schneider und Anton Bornefeld unter dem Titel Die Geistlichen in Dachau sowie in anderen Konzentrationslagern und Gefängnissen, Nachlaß von Pfarrer Emil Thoma, erweitert und herausgegeben von Eugen Weiler, 1971.

## Inhaftierte Geistliche
Nachfolgend werden inhaftierte Geistliche angeführt, die Liste ist unvollständig.

### Evangelische Geistliche
A
- Helmut Augustin, Pfarrer in Störmthal bei Leipzig, von 2. Januar 1942 bis 3. April 1945 im KZ Dachau. Nach seiner Entlassung aus dem Konzentrationslager bis 1949 Pfarrer in Altenhain bei Trebsen, anschließend bis zu seinem Tod am 7. Dezember 1952 Pfarrer in Schnellroda.[13]

B
- Ernst Berendt, Pfarrer in Baden-Baden, seit 21. Mai 1941[14]
- Peter Brunner, Pfarrer aus Ranstadt, März bis Juni 1935 im KZ Dachau, 1944 bis 1947 als illegaler Theologiedozent und offizieller Hilfsprediger in Wuppertal-Elberfeld[15]

- Hans Buttersack (1880–1945), Mitbegründer der Bekennende Kirche in Nassau-Hessen, Rechtsanwalt des Pfarrernotbundes
- Hans Buttler (1894–1970), Pfarrer in Alvesse bei Braunschweig, entlassen am 3. April 1945, ab 1946 Vorsitzender der Spruchkammer der Braunschweigischen Landeskirche zur Entnazifizierung von Kirchenbeamten[16]

D
- Gustav Dittmer, Pfarrer aus Kroppach, Westerwald, Häftlingsnummer 43.862

F
- Alexander Falzmann („Aleksander“ Falzmann), polnischer Geistlicher; † 4. Mai 1942 im KZ Dachau
- Edmund Friszke („Frischke“), polnischer Pastor aus Radom, seit dem 14. Dezember 1940 bis zur Befreiung[14]

G
- Walter Gabriel, Pfarrer von St. Laurentius in Halle (Saale), seit 7. Februar 1941[14]
- Ernst Gallin, Pfarrer aus Buchow-Karpzow und Falkenrehde, seit 21. November 1941[14]
- Adolf Groß, Theologe und Verleger aus München, Häftlingsnummer 16.921
- Heinrich Grüber, Pfarrer aus Berlin-Kaulsdorf, seit 21. Dezember 1940[14]

H
- Fritz Hoffmann, Pfarrer aus Wegenstedt, seit 12. September 1941, entlassen am 12. März 1942[14]
- Pfarrer Husar, aus einem Ort bei Chemnitz[14]

K
- Walter Kaiser, Pfarrer aus Dresden, seit 30. Mai 1941[14]
- Bernhard Kreuzberger, Pfarrer aus Frankfurt/Main, Häftlingsnummer 37.244

N
- Martin Niemöller, war seit 1941 gemeinsam mit prominenten katholischen Priestern unter privilegierten Haftbedingungen im „Ehrenbunker“ des KZ Dachau untergebracht; dieser Lagerbereich hatte keinerlei Bezug zum Pfarrerblock; 4. Mai 1945 befreit[14]
- Wolfgang Niederstraßer (1907–1981), Pfarrer aus Warmensteinach, seit April 1945

R
- Christian Reger (1905–1985), Pfarrer aus der Pfalz, ab 11. Juli 1941 Häftling in Dachau, Häftlingsnummer 26661, entlassen am 3. April 1945, ab 1967 erster Pfarrer an der Evangelischen Versöhnungskirche auf dem KZ-Gelände Dachau[17][18]
- Christian Reyer, Pfarrer aus Stieglitz/Netzekreis, seit 1. Juli 1941[14]
- Paul Richter, Pfarrer aus Wilsdruff in Sachsen, seit März 1942; † 13. August 1942 im KZ Dachau[14][19]

S
- Erich Schiefelbein, Pfarrer aus Troisdorf bei Köln, seit 30. Mai 1941[14]
- Heinrich Schmitz (1890–1968), Pfarrer in Bergneustadt, seit 1. Juli 1944 im Wartestand, 8. Dezember 1944 nach Dachau, Häftlingsnummer 135009; am 26. April 1945 Todesmarsch Richtung Alpenfestung; am 27. April 1945 mit 54 anderen Geistlichen durch die Jesuitenpatres Otto Pies und Franz Kreis befreit; 1949–1960 Pfarrer in Wesel
- Werner Sylten, Pfarrer aus Berlin-Köpenick, seit 30. Mai 1941; † wahrscheinlich am 26. August 1942 in der Tötungsanstalt Hartheim bei Linz[14]

T
- Bruno Theek, Pfarrer aus Ludwigslust, seit 2. Januar 1942[14]
- Horst Thurmann, Hilfsprediger in Euskirchen bei Köln, seit 2. Juni 1941[14]

W
- Johannes Wagner, Pfarrer aus Chemnitz, seit 12. September 1941[14]
- Kurt Walter (* 12. November 1892 Danzig-Weichselmünde; † 26. Juni 1963 Stuttgart-Bad Cannstatt), Pfarrer an der Lutherkirche in Danzig-Langfuhr, von Juli 1942 bis 3. April 1945[20]
- Ernst Wilm, Pfarrer aus Mennighüffen in Westfalen, vom 23. Mai 1942 bis 2. Januar 1945, von 1948 bis 1969 Präses der Evangelischen Kirche von Westfalen
- Klaas Tjarks Wiltfang (1889–1948), Pastor in Grimmersum (Ostfriesland) seit 7. Februar 1941, im April 1941 nach Hannover überstellt, von dort wegen Haftunfähigkeit infolge eines Schlaganfalls entlassen.[14]

Z
- Friedrich Zippel, Pfarrer aus Großgrabe bei Mühlhausen, seit Juni 1941[14]

### Katholische Geistliche
A
- Korbinian Aigner, Priester des Erzbistums München und Freising, Häftlingsnummer 27.788, ab 23. Juni 1941 bis zur Verlegung ins KZ Sachsenhausen am 12. September 1941 und ab 3. Oktober 1941 nach seiner Rückverlegung nach Dachau, Flucht auf dem Todesmarsch am 28. April 1945[21]
- Josef Albinger (* 20. Dezember 1911; † 26. Oktober 1995), katholischer Priester aus dem Bistum Fulda, wurde wegen Verlesens einer Predigt Kardinal von Galens in das Konzentrationslager Dachau verschleppt[22]
- Alois Andritzki, Priester des Bistums Meißen, Häftlgs.-Nummer 27.829, seit Oktober 1941; † 3. Februar 1943 in Dachau[19]
- Leopold Arthofer (* 4. Januar 1899; † 24. Juli 1977), österreichischer Pfarrer, in Dachau vom 28. April 1941 bis zum 4. April 1945, Autor von Priester in Dachau und Zuchthaus.[23]
- Pater Theodor Averberg, Mitglied der Ordensgemeinschaft der Steyler Missionare, Häftlingsnummer 50.046, seit 30. Juli 1943, befreit durch ehem. Mithäftlinge auf dem Todesmarsch April 1945; † 31. Juli 1973 in Everswinkel/Westfalen[24]
- Pater Josef Averesch, Mitglied der Ordensgemeinschaft der Redemptoristen, Häftlingsnummer 27.651, seit 19. September 1941, 28. März 1945 entlassen; † 20. Juli 1949 in Hörstel/Westfalen[25]

B
- Pater Werner Barkholt SJ, Häftlingsnummer 26.890, seit 8. August 1941; † 18. Juli 1942 in Dachau[26]
- Ludwig Bauer, Priester des Bistums Speyer, inhaftiert von 4. Dezember 1942 bis 4. April 1945
- Heinrich Becker, Priester des Bistums Paderborn, KZ Dachau seit 16. Januar 1943
- Pater August Benninghaus SJ, Häftlingsnummer 29.373, verhaftet 27. Juni 1941 in Münster, KZ Sachsenhausen seit Sommer 1941 (Schutzhäftlingsnummer. 39.790), KZ Dachau seit 11. März 1942; † 20. Juli 1942 in Dachau[19]
- Josef Beran, späterer Erzbischof von Prag
- Hubert Berger, Priester des Bistums Aachen, Pfarrer in Otzenrath, seit 26. Februar 1942
- Jean Bernard, Geistlicher aus Luxemburg, inhaftiert Mai 1941 bis August 1942, entlassen
- Adolf Bernhard, Pfarrer in Hondingen (bei Blumberg), Häftlingsnummer 24 217, ermordet durch Spritzen von Phlegmon[27]
- Franz Boehm, Priester des Erzbistums Köln, verhaftet am 5. Juni 1944; † 13. Februar 1945 in Dachau
- Anton Bornefeld, Priester des Bistums Münster, Häftlingsnummer 63.120, seit 6. Februar 1944, befreit 29. Mai 1945 † 14. März 1980 in Liesborn/Westfalen[28]
- Pater Agnello van den Bosch, belgischer Franziskaner (OFM), Gründer und Direktor des belgischen Blindenverbandes; † 9. März 1945 an den Folgen von Misshandlungen im KZ Dachau[29]
- Pater Titus Brandsma, Karmeliter; † 26. Juli 1942 nach medizinischen Experimenten an ihm
- Hans Brantzen (* 22. Oktober 1912 in Kyllburg/Eifel; † 18. Oktober 1979 in Mainz), Priester des Bistums Mainz, 1938–1941 Kaplan in Mainz, Offenbach-Bürgel und Heusenstamm, 17. September 1941 – 28. März 1945 KZ Dachau, Häftlingsnummer 28.603 Block 26/2, 1945–1947 Kaplan und Pfarrverwalter von St. Ignaz (Mainz), 1947–1950 Kaplan in Bad Nauheim (beurlaubt), Offenbach und Butzbach, 1950–1958 Pfarrer von Nidda, 1958–1964 Benefiziatsverwalter Heppenheim, 1964–1979 Pfarrer von St. Johannes Evangelist (Mainz), Beisetzung in der Kirche 24. Oktober 1979, Benennung der Pfarrer-Brantzen-Straße in Mainz, ehemals Lee Barracks, in Gedenken an Hans Brantzen
- Theo Brasse, Priester des Bistums Aachen, Kaplan in Lank bis zur Ausweisung aus dem Rheinland, seit 16. August 1941, entlassen 16. September 1943; † 26. März 1987 in Nettetal-Hinsbeck[30]
- Wilhelm Braun, Priester aus Frankfurt (Oder), Häftlingsnummer 15.332, 11. Dezember 1935 bis (?), 2. Inhaftierung 16. August 1940; 1941 Transport ins KZ Buchenwald, weiteres Schicksal unbekannt
- Thaddäus Brunke (1903–1942), Franziskanerpater, Guardian des Klosters Frauenberg, Kaplan an St. Bonifatius in Mannheim, 1940 Verhaftung, 1941 Überstellung vom Konzentrationslager Breitenau in das KZ Dachau, dort am 5. August 1942  gestorben
- Pater Stanislaw Bukowy SJ, Priester aus Polen (1910–1942); † in Dachau
- Johannes Burkhart, Priester des Bistums Augsburg, Häftlingsnummer 29.758, 2. Februar 1942 bis 29. April 1945; † 1985

C
- Wilhelm Caroli, Priester der Diözese Speyer (1895–1942); † in Dachau
- Franz Clément, Priester aus Luxemburg
- Pater Leo de Connick SJ, belgischer Professor in Löwen † 1953
- Pater Jozef Czudek SJ, Priester aus Polen (1883–1941); † in Dachau[31]
- Pater Julian Czyzycki SJ, Priester aus Polen (1911–1942); † in Dachau[31]

D
- Pater Franz Dabeck, Mitglied der Ordensgemeinschaft der Steyler Missionare, Häftlingsnummer 37.036, seit 25. September 1942, entlassen 27. März 1945[32]
- Pater Kurt Dehne SJ, Jesuit, am 26. Dezember 1943 von der Gestapo ohne gerichtliches Verfahren in das KZ Dachau eingewiesen; am 4. Mai 1945 befreit[33]
- Pater Kazimierz Dembowski SJ, Priester aus Polen (1912–1942); † in Dachau[31]
- Victor Dillard, SJ, französischer Priester; seit 12. November 1944 in Dachau; † 12. Januar 1945
- Alfons Duschak, Priester des Bistums Meißen[19]

E
- Albert Eise, Pallottinerpater aus Deutschland, Häftlingsnummer 28660, seit dem 14. November 1941 in Dachau; † 3. September 1942 in Dachau[34]
- Gottfried Engels, Priester des Bistums Münster, Häftlingsnummer 22.638, seit 14. Dezember 1940, überstellt im Mai 1942 an das Sondergericht Oldenburg zur Verurteilung und zweijährigen Haft im Zuchthaus Hamburg-Fuhlsbüttel; † 28. Mai 1961 in Kapellen/Rheinland[35]

F
- Pater Stanislaw Felczak SJ, Priester aus Polen (1906–1942); † in Dachau
- Heinrich Feurstein, Monsignore, Priester des Erzbistums Freiburg (* 1877; † 1942, verhungert)
- Johannes Flintrop, Priester des Erzbistums Köln, * 1904 in Barmen, ab 1. Mai 1942; † 26. Juli 1942 im KZ Dachau
- Anton Fränznick, seit 1942; † 27. Januar 1944 im KZ Dachau
- Heinrich Fresenborg, Priester des Bistums Münster, Häftlingsnummer 28.742, seit 28. November 1941, entlassen April 1945; † 21. März 1986 in Goldenstedt[36]
- Reinhold Friedrichs, Priester des Bistums Münster, Häftlingsnummer 27.182, seit 12. September 1941, entlassen 5. April 1945; † 28. Juli 1964 in Münster[37]
- August Froehlich, Pfarrer von Rathenow und Widerstandskämpfer gegen das NS-Regime; † 22. Juni 1942 im KZ Dachau

G
- Jan Ysbrands Galama, Pfarrer von ’s-Heerenberg, Niederlande, † 20. Juni 1942 im KZ Dachau
- Pater Alkuin Hubert Gassmann, Franziskaner (OFM), Häftlingsnummer 38.595, seit 6. November 1942, entlassen 5. April 1945[38]
- Anton Gebert (1885–1942), deutscher Priester des Erzbistums Prag
- Pater Peter van Gestel SJ, Niederländer, Rektor, nach 1946 Generalassistent von P. General Jean Baptiste Janssens[29]
- Suitbert Gilz, Priester des Bistums Aachen, Kaplan in Mönchengladbach, seit 16. Juni 1941, † 19. Januar 1943 im KZ Dachau
- Pater Giuseppe Girotti OP (* 19. Juli 1905 in Alba (Piemont); † 1. April 1945 in Dachau), italienischer Ordensmann und Priester, Professor, Exeget, seit 9. Oktober 1944 im KZ Dachau, dort an Leberkrebs gestorben[39]
- Pater Bronislaw Gladysz SJ, Priester aus Polen (1913–1942); † in Dachau[31]
- Franz Goldschmitt, französischer Pfarrer, Schriftsteller, Seelsorger in Metz[29]
- Max Graf, Pfarrer von Unteralpfen, Ankunft 7. Februar 1945, † 25. April 1945 an Flecktyphus in Dachau
- Alois Paul Grafenberger, Pfarrer von Rembrücken und Hainhausen / Hessen, Häftlingsnummer 37.243, KZ Dachau seit Oktober 1942 bis zum 5. April 1945; † 8. Januar 1966 in Frankfurt/Main
- Johann Gruber, österreichischer Priester, „Engel von Gusen“, in Dachau ab 4. April 1940; † 7. April 1944 im KZ Gusen
- Otto Günnewich, Pfarrvikar in Salwey, in Dachau ab 21. November 1941; † 10. August 1942 in der Tötungsanstalt Hartheim

H
- Kurt Habich, Priester des Erzbistums Freiburg, Block 26, entlassen am 5. April 1945, Pfarrer in St. Barbara, Freiburg-Littenweiler
- Christoph Hackethal, Priester des Bistums Hildesheim, Pfarrer von Bündheim; † 25. August 1942 im KZ Dachau
- Georg Häfner, Priester des Bistums Würzburg, Pfarrer von Oberschwarzach und Widerstandskämpfer gegen das NS-Regime, Märtyrer und Seliger, seit November 1941; † 20. August 1942 im KZ Dachau
- Pater Theodor Hartz, SDB, Leiter der Niederlassung der Salesianer in Essen-Borbeck; † August 1942 im KZ Dachau
- Oswald Haug, Priester des Erzbistums Freiburg, Stadtpfarrer in Emmendingen, Häftlingsnummer 30.329, seit 5. Juni 1942, entlassen 24. Dezember 1942[40]
- Bernhard Heinzmann, Priester des Bistums Augsburg, Pfarrvikar in Kronburg-Illerbeuren, seit November 1941; † 10. August 1942 in der Tötungsanstalt Hartheim bei Linz
- Josef Helmus, Priester des Bistums Münster, Häftlingsnummer 41.408, seit Dezember 1942, entlassen 5. April 1945; † 11. November 1966[41]
- Friedrich Hemmer, Pfarrverweser aus Wiesenbach, inhaftiert von 8. Oktober 1941 bis 11. Februar 1942[42]
- Pater Richard Henkes, SAC, seit 10. Juli 1943; † 22. Februar 1945 im KZ Dachau
- Heinrich Hennen, Priester des Bistums Münster, Häftlingsnummer 29.133, seit 30. Januar 1942, entlassen 5. April 1945; † 2. November 1967[43]
- Pater Franz Sales Heß OSB, Münsterschwarzach, Professor, entlassen am 28. März 1945, Autor: Dachau, eine Welt ohne Gott[29]
- Gerhard Hirschfelder, Kaplan und Jugendseelsorger in der ehemaligen Grafschaft Glatz sowie Widerstandskämpfer gegen das NS-Regime, Märtyrer und Seliger, Häftlingsnummer 28972; † 1. August 1942
- Michael Höck, Schriftleiter der Münchener Kirchenzeitung, war gemeinsam mit anderen prominenten katholischen Geistlichen sowie dem evangelischen Pfarrer Martin Niemöller unter privilegierten Haftbedingungen im „Ehrenbunker“ des KZ Dachau untergebracht; dieser Lagerbereich hatte keinerlei Bezug zum Pfarrerblock[29]
- Bedřich Hoffman (Friedrich Hoffmann), tschechischer Priester, Autor von: Und wer euch tötet … Leben und Leiden der Priester in den Konzentrationslagern
- Karl Hoffmann, Priester der Erzdiözese Paderborn, in Dachau 1. November – 11. Dezember 1940, nach Aufenthalt im KZ Buchenwald ab 3. Oktober 1941 erneut in Dachau, am 23. Juli 1942 entlassen
- Pater Jean-Gabriel Hondet OSB, Abt, französischer Geistlicher[29]
- Franz Hrastelli, Dekan, Priester aus Slowenien[29]
- Bernhard Hürfeld, Priester des Bistums Münster und Gründer des Paedagogium Canisianum in Lüdinghausen, Häftlingsnummer 63.117, seit (?) 1945; † 12. Oktober 1966[44]

J
- Nikolaus Jansen, Priester und Zentrumspolitiker, Domkapitular in Aachen, ohne Verurteilung inhaftiert vom 26. Dezember 1941 bis zum 21. Mai 1945, Häftlingsnummer 28.962
- Otto Jorek, geb. 18. Juli 1903 in Gohle/Oberschlesien, 1936 Kaplan in Sommerfeld (heute  Lubsko), verhaftet am 4. November 1938 wegen seiner Bezugnahme auf die Rosenkranz-Demonstration vom Oktober 1938 in Wien, eingeliefert in Dachau am 14. Dezember 1940 als Häftling Nr. 22788, entlassen am 6. April 1945, Pfarrer in Eichenau und zuletzt Dekan in Fürstenfeldbruck, † 19. März 1966.[45][46]
- Konrad Just OCist (Wilhering); † 1964, Pfarrer aus der nördlichen Umgebung von Linz, sieben Jahre Haft (siehe Literatur Justus Just)

K
- Hermann Kagerer (1896–1984), Pfarrer und Religionslehrer in Ried im Innkreis, aktiv in der Vaterländischen Front und bereits kurz nach dem Anschluss Österreichs inhaftiert, kam 1939 als erster Priester ins KZ Mauthausen
- Pater Franciszek Kaluza SJ, Priester aus Polen (1877–1941); † in Dachau[31]
- Friedrich Karas, Priester der Erzdiözese Wien, seit August 1941; † 28. März 1942 im KZ Dachau
- Fritz Keller, Priester des Bistums Aachen, Pfarrer in Stolberg, seit 15. Dezember 1941
- Josef Kentenich, Gründer der internationalen Schönstatt-Bewegung, seit 13. März 1942, entlassen 6. April 1945
- Pater Bernhard Ketzlick MSC 1942–1945 interniert, Ordenspriester des Erzbistums Paderborn
- Emil Kiesel Häftlingsnummer 22838, 1940–1945 interniert, * 28. August 1910 in Schwerzen; † 19. Mai 1990 in Stühlingen
- Peter Klimek, deutsch-polnischer (Piotr Klimek) katholischer Geistlicher. Anfang Mai 1940 wurde er in Pfarrerblock deportiert, dann weiter in das KZ Gusen I bei Mauthausen, wo er am 31. Oktober 1940 starb.
- Johannes Klumpe, Priester des Bistums Münster, Häftlingsnummer 28.961, seit 25. Dezember 1941, entlassen 6. April 1945; † 13. Mai 1970[47]
- Josef Knichel, Pfarrer von Stadtkyll im Bistum Trier bzw. Pfarradministrator von Ligneuville (Ardennen / Belgien) im Bistum Lüttich, Häftlingsnummer 69.815, seit Juni 1944, befreit 1945; † 14. Oktober 1955 in Wallhausen
- Heinrich König, Priester des Erzbistums Paderborn, Ankunft in Dachau am 5. Dezember 1941, ab März 1942 im Pfarrerblock, dort nach septischer Injektion am 24. Juni 1942 gestorben
- Heinrich Kötter, Priester des Bistums Münster, Häftlingsnummer 28.828, seit 20. November 1941, entlassen 6. April 1945; † 15. Juni 1973 in Borghorst/Westfalen[48]
- Otto Kohler (1909–1984), Priester des Erzbistums Köln, seit 27. August 1944
- Pater Stanislav Komar SJ, Priester aus Polen (1882–1942); † in Dachau[31]
- Michał Kozal (* 25. September 1893; † 26. Januar 1943 im KZ Dachau), polnischer Bischof
- Pater Adam Kozłowiecki SJ, polnischer Priester, 1939 zunächst im KZ Auschwitz, sechs Monate später in das KZ Dachau deportiert, dort bis zur Befreiung 1945, später Erzbischof von Lusaka (Sambia), 1998 Kardinal; † 28. September 2007
- Pater Anton Krähenheide, Mitglied der Ordensgemeinschaft der Herz-Jesu-Missionare in Münster-Hiltrup (Hiltruper Missionare), Häftlingsnummer 35.599, seit 2. September 1942, entlassen 6. April 1945; † 21. Mai 1974 in Hiltrup bei Münster/Westfalen[49]
- Karl Kunkel, Kaplan und Standortpfarrer in Königsberg, als „Sonderhäftling“ ab 15. Juli 1944 zunächst im KZ Ravensbrück, ab 23. Februar 1945 im KZ Dachau, wo er gemeinsam mit anderen prominenten katholischen Geistlichen sowie dem evangelischen Pfarrer Martin Niemöller unter privilegierten Haftbedingungen im „Ehrenbunker“ des KZ Dachau untergebracht war; dieser Lagerbereich hatte keinerlei Bezug zum Pfarrerblock. Er wurde am 4. Mai 1945 befreit.
- Anton Kutej (1909–1941), Priester aus Kärnten

L
- Carl Lampert, Monsignore, Prodekan, Prälat Innsbruck, wurde nach Aufenthalt in Dachau in Halle ermordet; † 10. November 1944
- Alois Langhans, Stadtkaplan in Kaaden / Eger, KZ-Häftling von Dezember 1940 bis April 1945; † 1985.
- Karl Leisner, Seligsprechung durch Papst Johannes Paul II., Diakon aus dem Bistum Münster, 17. Dezember 1944 im KZ heimlich zum Priester geweiht, Häftlingsnummer 22.356, seit 14. Dezember 1941, 4. Mai 1945 befreit; † 12. August 1945 in Planegg bei München an den Folgen der im KZ zugezogenen schweren Krankheiten[50]
- Johannes Maria Lenz, österreichischer Priester, Ordensmann, Autor von Christus in Dachau
- Josef Lenzel, Priester in Berlin-Niederschönhausen, * 21. April 1890; † 3. Juli 1942 in Dachau
- Joseph Lodde, Pfarrdechant in Coesfeld, Häftlingsnummer 41.551, * 26. Januar 1879; † 28. Februar 1943 in Dachau[51]
- Pater Raymund (Peter) Lohausen OCist (Marienstatt), * 16. April 1897 Siegburg (Rheinland), ab 1943 in Dachau inhaftiert; † 31. Januar 1948 in Augsburg

M
- Karl Maierhofer, Priester aus Wien, Häftlingsnummer 34.950, 26. August 1939 bis (?), Transport ins KZ Buchenwald, weiteres Schicksal unbekannt
- Jerzy Majewski, Pole (Freie Stadt Danzig, * 1904), Vikar in Danzig-Langfuhr, seit September 1939 im KZ Stutthof, dann KZ Sachsenhausen und KZ Dachau; † 22. August 1942 in Dachau
- Pater Michal Malinowski SJ, Priester aus Polen (1887–1942); † in Dachau[31]
- Pater Petrus Karl Mangold, Franziskaner (OFM), kommissarischer Provinzial im Sudetengau, Kloster Mährisch-Trübau, seit 6. Juni 1941; † 18. Juli 1942 in Dachau
- Pater Albert Maring SJ, Häftlingsnummer 30.516, KZ Sachsenhausen seit Sommer 1941, KZ Dachau seit 19. Juni 1942; † 8. April 1943 in Dachau
- Elpidius Markötter, Franziskaner aus dem Bistum Münster, Häftlingsnummer 27.720, KZ Sachsenhausen seit Januar 1941, KZ Dachau seit 26. September 1941; † 28. Juni 1942 in Dachau[52]
- Max Mayer, Priester des Bistums Augsburg, Pfarrer in Schiltberg, seit 18. Dezember 1940
- Matthias Mertens, Priester des Bistums Münster, Häftlingsnummer 29.753, seit 17. April 1942, entlassen 9. April 1945; † 1. Februar 1970 in Gaesdonck[53]
- Josef Meyer, Priester des Bistums Münster, Häftlingsnummer 30.219, seit Pfingsten 1942, entlassen Gründonnerstag 1945; † 24. Juli 1974 in Goch/Niederrhein[54]
- Wilhelm Meyer, Priester des Bistums Münster, Häftlingsnummer 26.204, seit 6. Juni 1941, entlassen 29. März 1945, † 5. April 1999[55][56]
- Johann Morell, tschechischer Priester, Professor, biblische Handschriften[29]
- Emil Muhler, Priester aus München Pfarrer, Soziologe[29]
- Pater Maurus Münch, Benediktiner aus Trier, von Oktober 1941 bis (?) 1942
- Pater Jerzy Musial SJ, Priester aus Polen (1919–1945); † in Dachau

N
- Johannes Neuhäusler, später Weihbischof in München-Freising, Autor von Kreuz und Hakenkreuz. So war es in Dachau, Saat des Bösen, war gemeinsam mit anderen prominenten katholischen Geistlichen sowie dem evangelischen Pfarrer Martin Niemöller unter privilegierten Haftbedingungen im „Ehrenbunker“ des KZ Dachau untergebracht; dieser Lagerbereich hatte keinerlei Bezug zum Pfarrerblock.
- Josef Neunzig, Priester des Bistums Trier, vom 18. Oktober 1941 bis 8. April 1944 im KZ Dachau, Block 26/2
- Otto Neururer, Priester in Götzens (Tirol), vorübergehend in Dachau inhaftiert; † 30. Mai 1940, im KZ Buchenwald zu Tode gequält
- Pater Berthold Niedermoser OCist, 1955 Abt von Schlierbach

O
- Wilhelm Oberhaus, Priester aus dem Erzbistum Paderborn, Häftlingsnummer 27.826, seit 10. Oktober 1941, verstorben 20. September 1942 im KZ Dachau
- Heinrich Oenning, Priester des Bistums Münster, Häftlingsnummer 26.985, seit 22. August 1941, entlassen 13. Januar 1942; † 12. November 1977[57]
- Franz Ohnmacht, Priester des Bistums Linz, Generaldirektor der Katholischen Aktion, inhaftiert in Dachau 17. Juni 1938 bis 26. September 1939 und 7. Dezember 1940 bis 16. März 1943, erster „Lagerdekan“; † 11. April 1954 in Linz an den gesundheitlichen Folgen der medizinischen Experimente der KZ-Ärzte in Dachau

P
- Pater Anastazy Jakub Pankiewicz, polnischer Franziskaner (OFM); † 1942 im KZ Dachau, seliggesprochen
- Friedrich Karl Petersen, Priester des Erzbistums Paderborn, Häftlingsnummer 45595, seit 9. Juli 1943
- Hugo Pfeil, römisch-katholischer Priester, ab 15. Dezember 1940 in Dachau.
- Pater Otto Pies, Jesuit, seit 1941, entlassen März 1945, Leiter von Befreiungsaktionen für frühere Mithäftlinge auf dem Todesmarsch Ende April 1945[19]
- Bischof Gabriel Piguet, Erzbischof von Clermont/Frankreich, seit dem 6. Juli 1944, zunächst im Priesterblock untergebracht, in dessen Kapelle er am 26. Dezember 1944 den Diakon Karl Leisner zum Priester weihte; kurz danach wurde er in den „Ehrenbunker“ des KZ Dachau verlegt, wo bereits andere prominente katholische Geistliche sowie der evangelischen Pfarrer Martin Niemöller unter privilegierten Haftbedingungen untergebracht waren; dieser Lagerbereich hatte keinerlei Bezug zum Pfarrerblock.
- Pater Stanislaw Podolenski SJ, Priester aus Polen (1887–1945); † in Dachau
- Bernhard Poether, Priester des Bistums Münster, Häftlingsnummer 24.479, KZ Sachsenhausen seit Dezember 1941, KZ Dachau seit April 1941; † 13. Januar 1942 in Dachau[58]
- Rudolf Posch, Südtiroler Geistlicher und Journalist
- Pater Robert Pruszkowski, Priester des Erzbistums Ermland, KZ Dachau seit 1940, befreit 29. April 1945; Pfarrer in Preetz
- Pater Roman Przystas SJ, Priester aus Polen (1908–1942); † in Dachau

R
- Pater Robert Regout SJ, Niederländer, Professor an der Katholischen Universität Nimwegen; † 28. Dezember 1942
- Pater Engelbert Rehling, Mitglied der Ordensgemeinschaft der Oblaten, Häftlingsnummer 28963, seit 26. Dezember 1941, geflohen auf dem Todesmarsch 27. April 1945; † 25. November 1976 in Aachen[59]
- Fritz Remy, Priester des Bistums Meißen, Häftlingsnummer 22.704, seit 14. April 1942, entlassen 29. Januar 1944; † 22. September 1967 in Beuel/Rheinland[60]
- Josef Reukes, Priester des Bistums Münster, Häftlingsnummer 27.833, KZ Sachsenhausen seit 9. Juni 1942, seit 10. Oktober 1941, befreit durch ehem. Mithäftlinge auf dem Todesmarsch April 1945; † 31. Dezember 1961[61]
- Hermann Richarz (* 1907 in Köln; † 1985 in Troisdorf), Priester, Kaplan in Solingen, nach 1945 Pfarrer in Troisdorf[62]
- Pater Franz Riepe (* 26. Juli 1885 in Schwagstorf/Ostercappeln bei Osnabrück; † 13. August 1942 im KZ Dachau), Steyler Missionar, Rektor des Missionshauses St. Xaver in Bad Driburg, ab 9. Mai 1941 im KZ Dachau, Häftlingsnummer 25.338
- Andreas Rieser (* 7. Juli 1908 in Dorfgastein, † 3. März 1966 in Bramberg am Wildkogel), Häftlingsnummer 21859
- Hans Rindermann, Priester des Bistums Aachen, Kaplan und Rektor in Aachen-Forst, seit 7. Januar 1941
- Albert Riesterer (* 21. März 1898 in Grafenhausen; † 20. Februar 1996 in Überlingen), Pfarrer in Mühlhausen im Hegau und Heimatforscher. Ab 1941 im KZ Dachau inhaftiert, kurz vor der Befreiung des Konzentrationslagers Dachau im April 1945 entlassen, Häftlingsnummer 28658.

- Pater Michel Riquet SJ, französischer Theologe, Kanzelredner in Notre Dame, Paris[29]
- Pater Augustin Rösch, SJ, Provinzial, Mitarbeiter im Kreisauer Kreis[29]
- Pfarrer Martin Rohrmeier, Pfarrer in Kelheim-Affecking[29]
- Leonhard Roth (1904–1960) war ein deutscher katholischer Geistlicher, Dominikaner mit dem Ordensnamen Korbinian und Häftlingspfleger. Nach der Befreiung vom Nationalsozialismus war er Seelsorger in Dachau und machte sich als Delegierter der KZ-Priester des Comité International de Dachau um die Errichtung der Gedenkstätte des KZ Dachau verdient.
- Johannes Rothe, Priester des Bistums Meißen[29]
- Heinrich Rupieper, Priester des Erzbistums Paderborn, Häftlingsnummer 30505, seit 18. Juni 1942

S
- Johann Nepomuk Sanda (1889–1969), tschechischer Priester, Pfarrer, Schriftsteller, Autor des Buches Lieder aus Dachau.[29]
- Wilhelm Schamoni, Pfarrvikar Paderborn, Autor: Das wahre Antlitz der Heiligen
- Hermann Scheipers, Priester des Bistums Meißen, Häftlingsnummer 24.255, 28. März 1941 bis 27. April 1945, geflohen auf dem Todesmarsch, Autor des Buches Gratwanderungen – Priester unter zwei Diktaturen, seit August 1983 im Ruhestand; † 2. Juni 2016 in Ochtrup/Westfalen
- Georg Schelling, Priester und katholischer Journalist aus Buch, Mai 1938 bis März 1945, ab 17. März 1943 „Lagerkaplan“, ab Oktober 1944 „Lagerdekan“
- Laurenz Schmedding, Priester des Bistums Münster, Häftlingsnummer 58.284, KZ Dachau seit 19. November 1943, entlassen 10. April 1945; † 21. März 1972 in Warendorf[63]
- Richard Schneider, Priester des Erzbistums Freiburg, seit 22. November 1940 in Dachau, 29. März 1945 entlassen
- Heinrich Schniers, Priester des Bistums Osnabrück, Pfarrer von St. Michael Leer/Ostfr., seit 26. März 1942 in Dachau, Häftlingsnummer 29.668, Block 13/1; † 30. August 1942 in Dachau
- Aloys Scholze, Pfarrer in Leutersdorf, KZ Dachau seit Mai 1941; † 1. September 1942 (verhungert)[19]
- Benno Scholze, Pfarrer von Pirna, seit 1941 im KZ Dachau; † 4. August 1968 in Dresden[19]
- Johann Schroffner (1891–1940), österreichischer Priester, zuletzt Pfarrer von Oberndorf in Tirol, 1939 KZ Dachau, im selben Jahr in das KZ Buchenwald überstellt und dort am 14. April 1940 ermordet
- Josef Schulte PSM, deutscher Priester, Provinzial der Pallottiner in Deutschland[29]
- Johannes Schulz, Priester des Bistums Trier, Pfarrer in Nickenich bei Andernach, zunächst in den Konzentrationslagern Buchenwald und Sachsenhausen, seit 14. Dezember 1940 im KZ Dachau; † Herbst 1942 in Dachau verhungert[64]
- Pater Augustin Franz Karl Schulze Hessing, Benediktiner aus der Abtei Gerleve bei Coesfeld/Westfalen, Häftlingsnummer 27.835, seit 10. Oktober 1941, entlassen 27. März 1945; † 29. Juli 1975[65]
- Pater Emil Schumann, Angehöriger der Ordensgemeinschaft der Herz-Jesu-Missionare, Häftlingsnummer 28.808, KZ Dachau seit 5. Dezember 1941, befreit Mai 1945; † 2. Juni 1981 in Mülheim an der Ruhr[66]
- Pater Gregor Schwake, Benediktiner aus der Abtei Gerleve bei Coesfeld/Westfalen, Kirchenmusiker, Häftlingsnummer 60.931, seit 2. Januar 1944, entlassen 10. April 1945; † 13. Juni 1967[67]
- Josef Sebela, tschechischer Priester, Pfarrer, Vizebürgermeister von Prag[29]
- Fritz Seitz, Block 26, deutscher Priester der Diözese Speyer (1905–1949), „Revierpförtner“, konnte vielen Priesterkameraden helfen[29][68]
- Erich Selzle, Priester des Bistums Augsburg, Kaplan in Lechbruck, Häftlingsnummer 21.997 (nach der 2. Inhaftierung in Dachau), 27. September 1939 bis 1940, von dort Überstellung in das KZ Mauthausen; Rücküberstellung ins KZ Dachau 6. März 1941 bis zur Befreiung 1945
- Matthias Semeliker, Pfarrer in Neuberg im Burgenland, wegen Widerstands gegen die Germanisierung der Burgenlandkroaten im März 1943 verhaftet, bis Kriegsende in Dachau[69]
- Pater Stanislaw Sewillo SJ, Priester aus Polen, Jesuitenovize in Pinsk und in Stara Wieś, 1940 in einem Lager Wiśnicz und im KZ Auschwitz-Birkenau inhaftiert; ab dem 12. Dezember 1940 in Dauer (1917–1943); † in Dachau[31][70]
- Pater Czeslaw Seybuk SJ, Priester aus Polen (1906–1943); † in Dachau[31]
- Pfarrer Alois Sindler Priester des Bistums Graz-Seckau (1893–1969), Häftlingsnummer 24.340, seit 29. März 1941, befreit am 29. April 1945[29]
- Johannes Sonnenschein, Priester des Bistums Münster, Häftlingsnummer 30.224, seit 1942, entlassen 1945; † 31. August 2003[71]
- Hermann Stammschröer, Priester des Bistums Münster, Häftlingsnummer 27.837, seit 10. Oktober 1941, entlassen 10. April 1945; † 7. Oktober 1957[72]
- Josef Stangl, österreichischer Pfarrer, von Herbst 1940 bis April 1945 inhaftiert
- Gottlieb Stasek, tschechischer Priester, Prälat und Arbeiterführer, verlor in Dachau das rechte Auge bei Tierversuchen[29]
- Johann Steinbock, Priester in der Steyr-Vorstadtpfarre, 1941 Gestapo-Haft, anschließend von Januar 1942 bis zur Befreiung am 29. April 1945 im KZ Dachau, danach im Lager Dachau unter Aufsicht der US-Armee in Fleckfieberquarantäne bis zum 25. Mai 1945[73]
- Josef Steinkelderer, österreichischer Priester, * 1871: † 1951, Caritas-Direktor Innsbruck[29]
- Pater Joseph Benedikt Stoffels, luxemburgischer Priester, Angehöriger der Ordensgemeinschaft der Herz-Jesu-Priester, am 7. März 1941 verhaftet, zunächst Häftling im KZ Buchenwald, am 22. November 1940 nach Dachau überstellt, Häftlingsnummer 27.179; † 25. Mai 1942 in der Tötungsanstalt Hartheim bei Linz
- Gerhard Storm, Priester des Bistums Münster, Häftlingsnummer 32.281, seit 23. Juli 1942; † 28. August 1942 in Dachau[74]
- Heinrich Summereder, Priester des Erzbistums Salzburg, Kooperator in der Stiftsgemeinde Mattsee, inhaftiert seit 14. Dezember 1940; † 1943 im KZ Dachau
- Ottokar Švec, tschechischer Priester, Domherr des St. Vitus-Dom („Katedrála svatého Víta“) in Prag
- Pater Stefan Szakola SJ, Priester aus Polen (1912–1942); † in Dachau[31]
- Pater Bolesaw Szopinski SJ, Priester aus Polen (1880–1941); † in Dachau[31]
- Pater Wladyslaw Szulc SJ, Priester aus Polen (1910–1941); † in Dachau

T
- Leo Taczak; * 3. April 1884 in Mieszków; † 28. Mai 1942 in der Tötungsanstalt Hartheim bei Linz; als katholischer Pfarrer mit deutschen Wurzeln am 26. August 1940 durch die Gestapo in Schutzhaft genommen, anschließend am 29. August 1940 in das KZ Sachsenhausen deportiert und am 14. Dezember 1940 in das KZ Dachau überstellt. Dortige Häftlingsnummer 22373. Von Dachau aus dann mit einem Invalidentransport am 28. Mai 1942 in die Tötungsanstalt Schloss Hartheim überführt und am selben Tag dort ermordet.[75]
- Alois Theissen (1899–1961), Priester des Erzbistums Köln, seit 20. Juni 1941
- Josef Theulings, holländischer Priester, Monsignore, Theologieprofessor
- Emil Thoma, Pfarrer aus Eppingen, seit 10. September 1941, bis ?
- Konrad Trageser, Priester des Bistums Fulda; † 14. Januar 1942 im KZ Dachau
- Štěpán Trochta (1905–1974), tschechischer Priester, Bischof von Leitmeritz, Kardinal, bis zur Befreiung 1945 im KZ Dachau

U
- Karl Ulitzka, deutscher Priester aus Schlesien, Prälat, Reichstagsabgeordneter des Zentrums, wurde wegen seines großen Einflusses König von Schlesien genannt[29]
- Pater Engelmar Unzeitig, Mitglied der Ordensgemeinschaft der Marianhiller Missionsgesellschaft, seit 8. Juni 1941, Pfleger in der Flecktyphusbaracke; † 2. März 1945 in Dachau.[19] Am 24. September 2016 wurde er in Würzburg seliggesprochen.

V
- Gustav Vogt, Pfarrer in Deuna (Eichsfeld); † 12. Juli 1942 im KZ Dachau

- Pater Hermann Joseph Vell, Mitglied der Ordensgemeinschaft der Redemptoristen, am 1. Februar 1944 durch die GeStaPo in Gelsenkirchen verhaftet, zunächst inhaftiert in Gefängnissen und Zuchthäusern in Münster, Kassel, Weimar und Nürnberg, 12. April bis 12. Juli 1944 im KZ Dachau (Häftlingsnummer 66.680), anschließend in Gefängnissen und Zuchthäusern in Dachau, Nürnberg, Berlin-Moabit, Potsdam und Brandenburg, am 6. April 1945 vom Landgericht Potsdam wegen Vorbereitung zum Landesverrat zum Tode verurteilt, am 27. April 1945 durch die Rote Armee aus dem Zuchthaus Brandenburg befreit; † 19. Juli 1965 in Erfurt[76]
- Arnošt Vykoukal, tschechischer Priester, Abt von Emmaus in Prag; † September 1942, in Dachau verhungert

W
- Pater Albrecht Friedrich Wagner, Priester des Bistums Augsburg, Benediktiner aus dem Kloster St. Ottilien, seit 23. Dezember 1941
- Pater Nicolas Antonius Wampach, luxemburgischer Priester, Angehöriger der Ordensgemeinschaft der Herz-Jesu-Priester, am 7. März 1941 verhaftet, zunächst Häftling im KZ Buchenwald, am 22. November 1940 nach Dachau überstellt, Häftlingsnummer 27.178; † 12. August 1942 in der Tötungsanstalt Hartheim bei Linz
- Pater Leon Waszkielis SJ, Priester aus Polen (1909–1942); † in Dachau[31]
- Karl Weiß (* 1913 in Eger; † 1998), Priester des Erzbistums Prag, nach dem Krieg im Bistum Passau tätig gewesen
- Wilhelm Weber (1889–1963), Priester des Bistums Münster, Häftlingsnummer 64.053, KZ Dachau seit 19. Februar 1944, entlassen 10. April 1945; † 2. Februar 1963[77]
- Eugen Weiler (1900–1992), Priester aus dem Erzbistum Freiburg, im KZ Dachau von 20. Oktober 1942 bis 11. April 1945; Verfasser mehrerer Schriften und Biografien zum Thema KZ Dachau.[78]
- Franz Weinmann (1909–1996), Vikar u. a. in Mannheim, von 5. Juni 1942 bis 11. April 1945 im KZ Dachau
- Bernhard Wensch, Jugendseelsorger aus dem Bistum Meißen, zunächst im KZ Oranienburg, seit dem 7. November 1941 im KZ Dachau; † 15. August 1942 in Dachau[19]
- August Wessing, Priester des Bistums Münster, Pfarrer und Dechant von Hoetmar/Westfalen, Häftlingsnummer 37.138, KZ Dachau seit 2. Oktober 1942; † 4. März 1945 in Dachau[79]
- Pater Bronislaw Wielgotz SJ, Priester aus Polen (1916–1942); † in Dachau

Z
- Pater Jan Zajac SJ, polnischer Priester (1911–1945); † in Dachau[31]
- Pater Eugeniusz Zelezniak SJ, Priester aus Polen (1900–1942); † in Dachau[31]
- Jakob Anton Ziegler, Priester des Bistums Trier, Häftlingsnummer 28.875, verhaftet am 8. August 1941, seit dem 12. Dezember 1941 in Dachau, dort am 12. Mai 1944 verstorben
- Johannes Zietsch, Priester des Bistums Meißen, Pfarrer von Großpostwitz[19]
- Josef Zilliken, Priester des Bistums Trier, Pfarrer in Wassenach, zunächst in den Konzentrationslagern Buchenwald und Sachsenhausen-Oranienburg, seit 13. Dezember 1940 im KZ Dachau, in Haft; † Herbst 1942 in Dachau verhungert[64]
- Johannes Zimmermann, Priester des Bistums Meißen, Kaplan in Freital, seit 27. Mai 1941 im KZ Mauthausen, danach in Dachau, entlassen am 29. März 1945; † 25. Juli 1945[19]
- Pater Heinrich Zwaans SJ (1898–1942), holländischer Priester, in Dachau wegen Verbreitung der Predigten von Bischof v. Galen, starb in Dachau an Darmerkrankung

## Gedenktag
Das Erzbistum München und Freising führte 2017 einen Gedenktag für die „seligen Märtyrer von Dachau“ ein. Er wird am 12. Juni begangen.

## Filme
Spielfilme mit historischem Bezug
- „Der neunte Tag“; Deutschland 2004. Regie: Volker Schlöndorff. Mit Ulrich Matthes, August Diehl, Bibiana Beglau Der neunte Tag - Film

Dokumentarfilme
- „Der Priesterblock“; Deutschland 2005. Dokumentarfilm Regie: Max Kronawitter. (Dokumentation mit Interviews und einzelnen Szenen aus dem Spielfilm „Der neunte Tag“).[81]
- „Dir gehört mein Leben.“ Die Geschichte von Anna und Hermann Scheipers: Zivilcourage und Gottvertrauen zwischen zwei Diktaturen. Dokumentarfilm Deutschland 2003. Regie: David Menzhausen. DVD-Edition LWL-Medienzentrum für Westfalen, Münster 2011, ISBN 978-3-939974-22-2.